# 30157 Robertspira
30157 Robertspira è un asteroide della fascia principale. Scoperto nel 2000, presenta un'orbita caratterizzata da un semiasse maggiore pari a 2,4601584 UA e da un'eccentricità di 0,1882454, inclinata di 2,77270° rispetto all'eclittica.